# Kategorija (matematika)
U matematici, kategorija (ponekad zvana apstraktna kategorija da bi se razlikovala od konkretne kategorije) je kolekcija „objekata” koji su povezani „strelicama”. Kategorija ima dva osnovna svojstva: sposobnost asocijativnog sastavljanja strelica i postojanje strelice identiteta za svaki objekata. Jednostavni primer je kategorija skupova, čiji su objekti skupovi i čije su strelice funkcije.
Teorija kategorija je grana matematike koja nastoji da generalizuje svu matematiku u smislu kategorija, nezavisno od toga šta predstavljaju njihovi objekti i strelice. Skoro svaka grana savremene matematike može se opisati kategorijama i to često otkriva duboke uvide i sličnosti između naizgled različitih područja matematike. Kao takva, teorija kategorija pruža alternativnu osnovu za matematiku teorije skupova i druge predložene aksiomatske temelje. Generalno, objekti i strelice mogu biti apstraktni entiteti bilo koje vrste, a pojam kategorije pruža fundamentalan i apstraktan način za opisivanje matematičkih entiteta i njihovih odnosa.
Pored formalizacije matematike, teorija kategorija se takođe koristi za formalizaciju mnogih drugih sistema u računarskoj nauci, kao što je semantika programskih jezika.
Dve kategorije su iste ako imaju istu kolekciju objekata, istu kolekciju strelica i istu asocijativnu metodu sastavljanja bilo kojeg para strelica. Dve različite kategorije mogu se takođe smatrati „ekvivalentnim” za potrebe teorije kategorija, čak i ako nemaju potpuno istu strukturu.
Dobro poznate kategorije su označene kratkom rečju velikog početnog slova ili skraćenicom u zadebljanom ili kurzivnom formatu: primeri uključuju Skup, kategoriju skupova i funkcije skupova; Prsten, kategoriju prstenova i homomorfizme prstenova; i Top, kategoriju topoloških prostora i kontinuiranih mapa. Sve prethodne kategorije imaju identifikacijsku mapu kao strelice identiteta i kompoziciju kao asocijativnu operaciju na strelicama.
Klasičan i još uvek često korišten tekst u teoriji kategorija je Kategorije za radnog matematičara autora Sondersa Maka Lejna. Ostale reference su date ispod u navedenoj literaturi. Osnovne definicije u ovom članku su sadržane u prvih nekoliko poglavlja bilo koje od tih knjiga.
Bilo koja mnogostrukost se može shvatiti kao posebna vrsta kategorije (sa pojedinačnim objektom čiji su samomorfizmi predstavljeni elementima monoida), a to važi iz svaki preporedak.

## Istorija
Teorija kategorija se prvi put pojavila u članku sa naslovom „Opšta teorija prirodnih ekvivalencija”, koji su napisali Samjuel Ejlenberg i Sonders Mak Lejn 1945. godine

## Definicija
Postoji mnogo ekvivalentnih definicija kategorije. Jedna najčešće korišćena definicija je sledeća. Kategorija C se sastoji od
- klase  objekata
- klase  morfizama, ili strelica, ili mapa, između objekata. Svaki morfizam f ima izvorni objekat a i ciljni objekat b pri čemu su a i b u ob(C). Piše se f: a → b, i čita „f je morfizam od a do b”. Piše se hom(a, b) (ili ) kad može da postoji konfuzija u pogledu toga na koju kategoriju hom(a, b) se odnosi) da bi se označila hom-klasa svih morfizama od a do b. (Neki autori umesto toga pišu Mor(a, b) ili jednostavno C(a, b).)
- za svaka tri objekta a, b i c, binarna operacija hom(a, b) × hom(b, c) → hom(a, c) se naziva kompozicija morfizama; kompozicija f : a → b i g : b → c se piše kao g ∘ f or gf. (Neki autori koriste „dijagramatski redosled”, pišući f;g ili fg.)

tako da važe sledeći aksiomi:
- (asocijativnost) ako f : a → b, g : b → c i h : c → d onda h ∘ (g ∘ f) = (h ∘ g) ∘ f, i
- (identitet) za svaki objekat x, postoji morfiuam 1x : x → x (neki autori pišu idx) zvani morfizam identiteta za x, tako da za svaki morfizam f : a → x i svaki morfizam g : x → b, važi  i .

Iz ovih aksioma se može dokazati da za svaki objekat postoji tačno jedan morfizam identiteta. Neki autori koriste malu varijaciju definicije u kojoj je svaki objekt identifikovan sa odgovarajućim morfizmom identiteta.

## Literatura
- (sada besplatno onlajn izdanje).
- Barr, Michael; Wells, Charles (2012) [1995], Category Theory for Computing Science, Reprints in Theory and Applications of Categories, 22 (3rd изд.).
- Freyd, Peter J. (2003) [1964]. Abelian Categories. Reprints in Theory and Applications of Categories. 3.
- Freyd, Peter J.; Scedrov, Andre (1990). Categories, allegories. North Holland Mathematical Library. 39. North Holland. ISBN 978-0-08-088701-2.
- Goldblatt, Robert (2006) [1979]. Topoi: The Categorial Analysis of Logic. Studies in logic and the foundations of mathematics. 94. Dover. ISBN 978-0-486-45026-1.
- Kashiwara, Masaki; Schapira, Pierre (2006). Categories and Sheaves. Grundlehren der Mathematischen Wissenschaften. 332. Springer. ISBN 978-3-540-27949-5.
- Lawvere, F. William; Rosebrugh, Robert (2003). Sets for Mathematics. Cambridge University Press. ISBN 978-0-521-01060-3.
- Lawvere, F. William; Schanuel, Stephen Hoel (2009) [1997]. Conceptual Mathematics: A First Introduction to Categories (2nd изд.). Cambridge University Press. ISBN 978-0-521-89485-2.
- Leinster, Tom (2004). Higher Operads, Higher Categories. Higher Operads. London Math. Society Lecture Note Series. 298. Cambridge University Press. стр. 448. Bibcode:2004hohc.book.....L. ISBN 978-0-521-53215-0. Архивирано из оригинала 2003-10-25. г. Приступљено 2006-04-03.
- Leinster, Tom (2014). Basic Category Theory. Cambridge Studies in Advanced Mathematics. 143. Cambridge University Press. ISBN 9781107044241. arXiv:1612.09375 .
- Lurie, Jacob (2009). Higher Topos Theory. Annals of Mathematics Studies. 170. Princeton University Press. ISBN 978-0-691-14049-0. MR 2522659. arXiv:math.CT/0608040 .
- Mac Lane, Saunders (1998). Categories for the Working Mathematician. Graduate Texts in Mathematics. 5 (2nd изд.). Springer-Verlag. ISBN 978-0-387-98403-2. MR 1712872.
- Mac Lane, Saunders; Birkhoff, Garrett (1999) [1967]. Algebra (2nd изд.). Chelsea. ISBN 978-0-8218-1646-2.
- Martini, A.; Ehrig, H.; Nunes, D. (1996). „Elements of basic category theory”. Technical Report. 96 (5).
- May, Peter (1999). A Concise Course in Algebraic Topology. University of Chicago Press. ISBN 978-0-226-51183-2.
- Mazzola, Guerino (2002). The Topos of Music, Geometric Logic of Concepts, Theory, and Performance. Birkhäuser. ISBN 978-3-7643-5731-3.
- Pedicchio, Maria Cristina; Tholen, Walter, ур. (2004). Categorical foundations. Special topics in order, topology, algebra, and sheaf theory. Encyclopedia of Mathematics and Its Applications. 97. Cambridge University Press. ISBN 978-0-521-83414-8. Zbl 1034.18001.
- Pierce, Benjamin C. (1991). Basic Category Theory for Computer Scientists. MIT Press. ISBN 978-0-262-66071-6.
- Schalk, A.; Simmons, H. (2005). An introduction to Category Theory in four easy movements (PDF). Архивирано из оригинала (PDF) 2017-03-21. г. Приступљено 2007-12-03. Notes for a course offered as part of the MSc. in Mathematical Logic, Manchester University.
- Simpson, Carlos (2010). Homotopy theory of higher categories. Bibcode:2010arXiv1001.4071S. arXiv:1001.4071 ., draft of a book.
- Taylor, Paul (1999). Practical Foundations of Mathematics. Cambridge Studies in Advanced Mathematics. 59. Cambridge University Press. ISBN 978-0-521-63107-5.
- Turi, Daniele (1996—2001). „Category Theory Lecture Notes” (PDF). Приступљено 11. 12. 2009. Based on Mac Lane 1998.
- Marquis, Jean-Pierre (2008). From a Geometrical Point of View: A Study of the History and Philosophy of Category Theory. Springer. ISBN 978-1-4020-9384-5.